# Gümüş (televisieserie)
Gümüş (Nederlands: "Zilver") is een Turkse dramaserie. Dit is de eerste televisieserie waarin Kıvanç Tatlıtuğ de hoofdrol speelt.

## Verhaal
De serie gaat over de relatie van Mehmet Şadoğlu en zijn vrouw Gümüş Şadoğlu. Na een auto-ongeluk sterft de vriendin van Mehmet. Mehmets grootvader stelt voor dat Mehmet met Gümüş trouwt. Gümüş is al van jongs af aan verliefd op Mehmet. In eerste instantie zijn ze gelukkig getrouwd, maar Gümüş komt erachter dat Mehmet niet verliefd op haar is. Uiteindelijk wordt Mehmet verliefd op haar en komt haar droom uit.

## Rolverdeling
| Acteur                 | Personage      |
| ---------------------- | -------------- |
| Kıvanç Tatlıtuğ        | Mehmet Şadoğlu |
| Songül Öden            | Gümüş Şadoğlu  |
| Ekrem Bora             | Mehmet Fikri   |
| Güngör Bayrak          | Şeref Şadoğlu  |
| Funda İlhan            | Esra           |
| Ayça Varlıer           | Pınar          |
| Serdar Orçin           | Onur           |
| Kayra Simur            | Defne          |
| Laçin Ceylan           | Gülsün         |
| Sevinç Gürsen Akyıldız | Bahar          |
| Kamil Güler            | Gökhan         |
| Soydan Soydas          | Berk           |
| Ayla Arslancan         | Safiye         |
| Tarık Ünlüoğlu         | Tarık          |
| Sema Mumcu             | Tuğçe          |
| Türkan Kılıç           | Zeynep         |
| Barış Bağcı            | Emir           |
| Cüneyt Çalışkur        | Ahmet          |
| Alper Düzen            |                |
| Hilal Uysun            | Nihan          |
| Barış Hayat            | Ilker          |
| Burak Yavas            | Mehmet Can     |
| Kamil Güler            | Gökhan         |
| Uğur Aslan             | Orhan          |
| Yeliz Başlangiç        | Rukiye         |
| Emre Karayel           | Engin          |
| Tayfun Eraslan         | Levent         |
| Hikmet Karagöz         | Osman          |
| Elif Aksar             | Kader          |
| Cansın Özyosun         | Didem          |
| Faik Ergen             | Berk II        |
| Murat Onuk             | Cihan          |
| Füsun Erbulak          | Dilruba        |
| Zuhal Tasar Gökhan     | Billur         |
| Erdal Cindoruk         | Kenan          |
| Göktug Alpasar         | Selim          |
| Yonca Oskay            | Nilüfer        |
| Meltem Ören            | Beril          |
| Dilek Serbest          | Derin          |
| Murat Akdağ            | Köylü          |
| Çiğdem Batur           | Dilek          |